# Konie w stajni (studium rysunkowe Stanisława Masłowskiego)
Konie w stajni, studium rysunkowe, o wymiarach 13,3 x 21,6 cm, polskiego malarza Stanisława Masłowskiego (1853–1926) z 1875 roku. znajdujące się (2022) w zbiorach Muzeum Narodowego w Warszawie. Data powstania szkicu (1875) i data na sygnaturze (1894) są różne; data na sygnaturze była postawiona w chwili stawiania sygnatury, "prawdopodobnie wtedy[...], kiedy [...]"został ofiarowany przyjacielowi, poecie J.Jankowskiemu" to jest około 20 lat po powstaniu szkicu, [...]"wykonany był jednak około 1875 roku.[...

## Opis
Omawiane studium - wczesna, młodzieńcza praca 22-letniego artysty - jest w twórczości Masłowskiego jednym z tych "wybitnie światłocieniowych, walorowych jego rysunków z 1875 roku": 'Stajnia', 'Wóz frachtowy', 'Studium psa' i 'Głowy byków', które wymieniał syn artysty w swym wstępie do zestawu reprodukcji jego prac.
Studium rysunkowe, o wymiarach 13,3 x 21,6 cm, jest szkicem sygnowanym u dołu po prawej: "S.MASŁOWSKI/94" przedstawiającym ujęte z tyłu trzy figury koni na tle wnętrza stajni, z zarysami żłobu i belkowania powały. Na froncie, po prawej jest widoczna beczka wykonana z drewnianych klepek. W szkicu zwraca uwagę umiejętne operowanie subtelnościami walorowymi przy pomocy zróżnicowanego zagęszczenia pociągnięć ołówka.
Na temat niniejszego szkicu pisał (1957) syn artysty, historyk sztuki: " 'Stajnia' z trójką koni przy żłobie (ok. 1875 r.), rysunek, światłocień wydobyty cienko zatemperowanym ołówkiem, delikatne miękkie przejścia walorowe budują formę, światło od strony otwartych drzwi stajni różnicuje natężenie poszczególnych powierzchni, brak partii pustych lub przeczernionych, drobiazgowy realizm szczegółów jest utrzymany ścisłe w ramach tej zdecydowanie walorowej całości. Podobnie są  traktowane bardzo wczesne 'inwentaryzatorskie'  rysunki 'Wozu frachtowego', 'Studium psa' i 'Głowy byków' z muzeum warszawskiego."

## Dane uzupełniające
Na przykładzie niniejszego szkicu można się przekonać, że autentyczna, autorska sygnatura nie może być podstawą datowania, lecz może wprowadzać w błąd i wymaga krytycznej oceny specjalisty.  Na sygnaturze omawianego szkicu są widoczne dwie cyfry "94" sugerujące datę jego powstania 1894. Natomiast specjalista historyk sztuki, syn artysty, Maciej Masłowski (1957), oszacował datę jego powstania na rok 1875. Opublikował w związku z tym następującą uwagę: [...] "artysta niektóre ze swych drobnych prac sygnował w wiele lat po namalowaniu i albo wtedy stawiał datę podpisu, albo próbował stawiać datę prawdziwą i wtedy mylił się zazwyczaj o dobrych parę lat. I tak np. 'Andzia' podpisywana w latach dwudziestych datą 1874 r., malowana była w 1880 roku. Rysunek 'Stajnia' nosi datę 1894, bo prawdopodobnie wtedy został ofiarowany, przyjacielowi, poecie. J.Jankowskiemu, wykonany był bowiem jednak około 1875 roku. Studium ogródka z makami, w zbiorach rodziny, sygnowane 1909, malowane było w Leonowie w Płockiem w 1899 roku"
Nawiązując do treści niniejszego studium można postawić pytanie, czy do takich prac, jak niniejsza odnoszą się następujące uwagi przytoczone przez jego autora we wspomnieniu o Chełmońskim: "W szkole rysunkowej, od której zaczynają się studia poważne, profesorowie - oprócz W.Gersona, wielce życzliwego i mądrego nauczyciela - nie pojmowali zgoła nowych dróg i oryginalnych, dotąd nie znanych  dążeń. Zacny skądinąd profesor Hadziewicz, narzekał wprost: 'Boże tego, zamiast świętych pańskich, końskie zadki malują'."
Omawiany szkic był reprodukowany w publikacji:
Stanisław Masłowski - Materiały do życiorysu i twórczości, oprac. Maciej Masłowski, Wrocław, 1957, wyd. "Ossolineum" - jako ilustracja poza tekstem w spisie na  s. 355 pod numerem 5 - z objaśnieniem: " 'Konie w stajni', rys. oł., ok. 1875 r., fot. A Tomczakowa (Wł rodziny.)"

## Literatura
- Polski Słownik Biograficzny, Wrocław – Warszawa – Kraków – Gdańsk, 1975, wyd. „Ossolineum”, tom XX/1, zesz. 84
- Stanisław Masłowski - Materiały do życiorysu i twórczości, oprac. Maciej Masłowski, Wrocław, 1957, wyd. "Ossolineum"
- Stanisław Masłowski Akwarele 12 reprodukcji barwnych, wstęp opracował i dokonał wyboru materiału ilustracyjnego  Maciej Masłowski, Wydawnictwo Sztuka, Warszawa 1956
- Tadeusz Dobrowolski: Nowoczesne malarstwo polskie, t.2, Wrocław-Kraków, 1960, wyd. "Ossolineum"
- Halina Cękalska-Zborowska: Wieś w Malarstwie i rysunku naszych artystów, Warszawa 1969, wyd. Ludowa Spółdzielnia Wydawnicza